# Ascogaster kabystanica
Ascogaster kabystanica är en stekelart som beskrevs av Vladimir Ivanovich Tobias 1976. Ascogaster kabystanica ingår i släktet Ascogaster och familjen bracksteklar. Inga underarter finns listade.